# Suojärvi (sjö i Ruokolax, Södra Karelen)
Suojärvi är en sjö i kommunen Ruokolax i landskapet Södra Karelen i Finland. Sjön ligger 105 meter över havet. Arean är 49 hektar och strandlinjen är 4 kilometer lång. Sjön  ingår i Vuoksens huvudavrinningsområde.   Den ligger omkring 51 km nordöst om Villmanstrand och omkring 250 km nordöst om Helsingfors. 
I sjön finns ön Suurisaari. 